# Charops plautus
Charops plautus là một loài tò vò trong họ Ichneumonidae.